# Línia Poblenou-UAB
La línia Poblenou-UAB és un projecte de línia de ferrocarril del PDI 2009-2018 que podria ser de caràcter independent o un segon perllongament de la línia 8, connectant la línia Llobregat-Anoia i la línia Barcelona-Vallès.
Aquesta tindria 14,4 km de longitud i 8 estacions, enllaçant amb Bac de Roda (L2), la Sagrera (L1, L4, L5, L9, L10 i R3 i R4 de Rodalies), Maragall (L4 i L5), Mundet (L3), Cerdanyola Universitat (R7 i R8 de Rodalies), UAB (FGC).